# Museu d'Eines del Camp
El Museu d'Eines del Camp és una institució museística de Sabadell situada a l'antiga Masia de Can Deu, que ha sigut rehabilitada, just al carrer de la Prada s/n, al costat del bosc de Can Deu.
Està dedicat a l'exposició de les tècniques de conreu tradicional de l'agricultura mediterrània: la vinya, el blat i l'olivera. Hi ha documents audiovisuals que mostren com era la vida quotidiana al camp antigament.
El museu forma part de la Fundació Caixa de Sabadell, de la Caixa d'Estalvis de Sabadell, la qual adquirí la masia.